# Golden's Bridge
Golden's Bridge és una concentració de població designada pel cens dels Estats Units a l'estat de Nova York. Segons el cens del 2000 tenia 1.578 habitants.

## Demografia
Segons el cens del 2000, Golden's Bridge tenia 1.578 habitants, 572 habitatges, i 431 famílies. La densitat de població era de 194,7 habitants per km².
Dels 572 habitatges en un 43,4% hi vivien nens de menys de 18 anys, en un 65,9% hi vivien parelles casades, en un 8,6% dones solteres, i en un 24,5% no eren unitats familiars. En el 19,1% dels habitatges hi vivien persones soles el 5,8% de les quals corresponia a persones de 65 anys o més que vivien soles. El nombre mitjà de persones vivint en cada habitatge era de 2,76 i el nombre mitjà de persones que vivien en cada família era de 3,2.
Per edats la població es repartia de la següent manera: un 30,5% tenia menys de 18 anys, un 3,4% entre 18 i 24, un 31,9% entre 25 i 44, un 25,1% de 45 a 60 i un 9% 65 anys o més.
L'edat mediana era de 37 anys. Per cada 100 dones de 18 o més anys hi havia 89 homes.
La renda mediana per habitatge era de 106.323 $ i la renda mediana per família de 113.460 $. Els homes tenien una renda mediana de 81.072 $ mentre que les dones 42.292 $. La renda per capita de la població era de 52.050 $. Entorn del 2,5% de les famílies i el 2,4% de la població estaven per davall del llindar de pobresa.